# Công nghiệp hóa

Tác động của công nghiệp hóa lên mức thu nhập của người dân từ năm 1500. Biểu đồ cho thấy rõ tổng sản lượng trong nước ở mỗi quốc gia

Công nghiệp hóa là quá trình nâng cao tỷ trọng của công nghiệp trong toàn bộ các ngành kinh tế của một vùng kinh tế hay một nền kinh tế. Đó là tỷ trọng về lao động, về giá trị gia tăng, v.v..
Đây là quá trình chuyển biến kinh tế-xã hội ở một cộng đồng người từ nền kinh tế với mức độ tập trung tư bản nhỏ bé (xã hội tiền công nghiệp) sang nền kinh tế công nghiệp. Công nghiệp hóa là một phần của quá trình hiện đại hóa. Sự chuyển biến kinh tế-xã hội này đi đôi với tiến bộ công nghệ, đặc biệt là sự phát triển của sản xuất năng lượng và luyện kim quy mô lớn. Công nghiệp hóa còn gắn liền với thay đổi các hình thái triết học hoặc sự thay đổi thái độ trong nhận thức tự nhiên. Dầu vậy, những thay đổi về mặt triết học là nguyên nhân của công nghiệp hóa hay ngược lại thì vẫn còn tranh cãi.

## Các định nghĩa
- Công nghiệp hóa là quá trình nâng cao giá trị tuyệt đối sản lượng công nghiệp.
- Công nghiệp hóa gắn với phát triển văn hóa và xã hội để đạt tới xã hội công nghiệp.

Những quốc gia đã hoàn thành công nghiệp hóa gọi là các nước công nghiệp.

## Ảnh hưởng

### Kinh tế

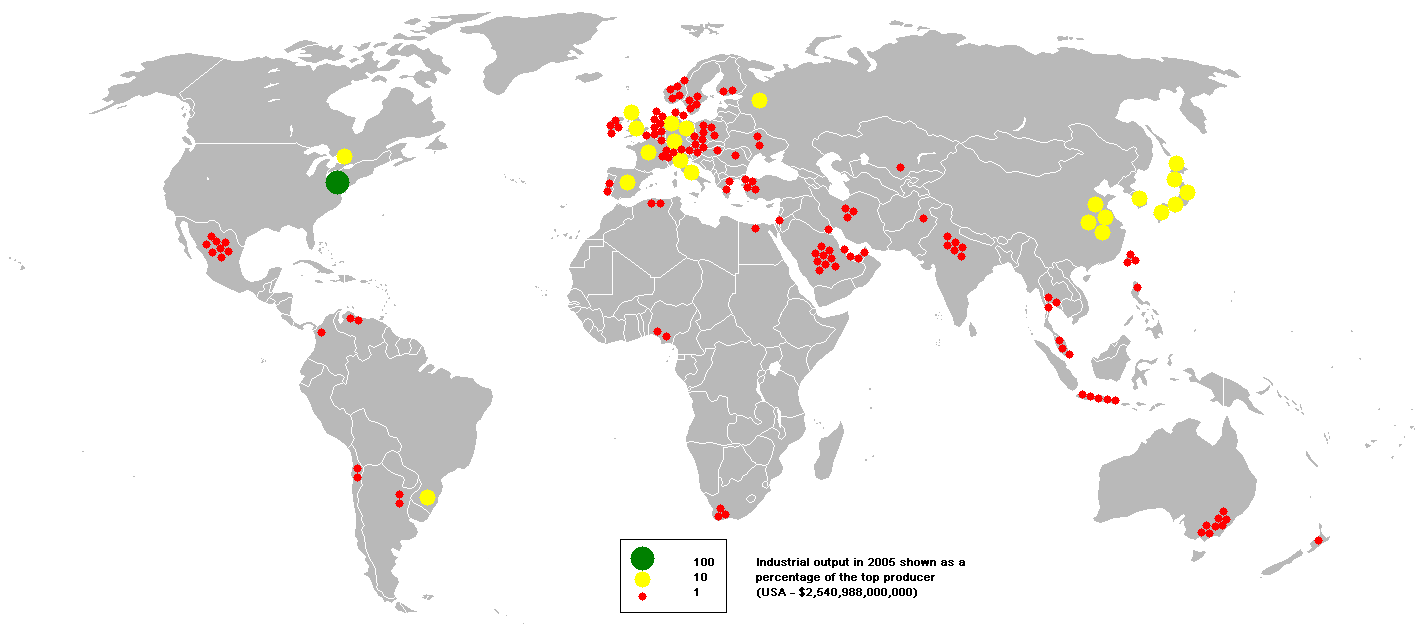
Bản đồ cho thấy sự phân bố toàn cầu của sản lượng công nghiệp vào năm 2005, dựa trên một tỷ lệ phần trăm của nước đứng đầu, Hoa Kỳ.

Ngay từ thời xưa, người ta đã nhận ra rằng không có công nghiệp thì kinh tế không giàu lên được. Thông qua công nghiệp hóa, các nguồn lực được phân bổ nhiều hơn cho khu vực công nghiệp là khu vực mà năng suất lao động được nâng cao nhanh chóng. Nhờ đó, kinh tế sẽ tăng trưởng nhanh hơn. Tuy nhiên, cùng với các chu kỳ đầu tư thiết bị, lưu kho, công nghiệp hóa làm cho chu kỳ kinh tế trở nên rõ nét hơn. Khi công nghiệp với đặc trưng sản xuất quy mô lớn (sản xuất hàng loạt) phát triển, nó sẽ cần nhiều đầu vào hơn và cần thêm thị trường tiêu thụ, nên công nghiệp hóa làm cho thương mại nội địa lẫn thương mại quốc tế phát triển. Công nghiệp phát triển thu hút nhiều lao động hơn, làm tăng thu nhập cho họ nhưng cũng dễ làm họ mất việc hơn vào những lúc suy thoái kinh tế hay xí nghiệp phá sản.

### Xã hội
Công nghiệp hóa nảy sinh những vấn đề của riêng nó. Những áp lực của đời sống hiện đại gồm ô nhiễm tiếng ồn, không khí, nước, dinh dưỡng nghèo nàn, máy móc nguy hiểm, công việc cộng đồng, sự cô đơn, vô gia cư và lạm dụng vật chất. Những vấn đề sức khỏe ở các quốc gia công nghiệp gây ra bởi các yếu tố kinh tế, xã hội, chính trị và văn hóa.

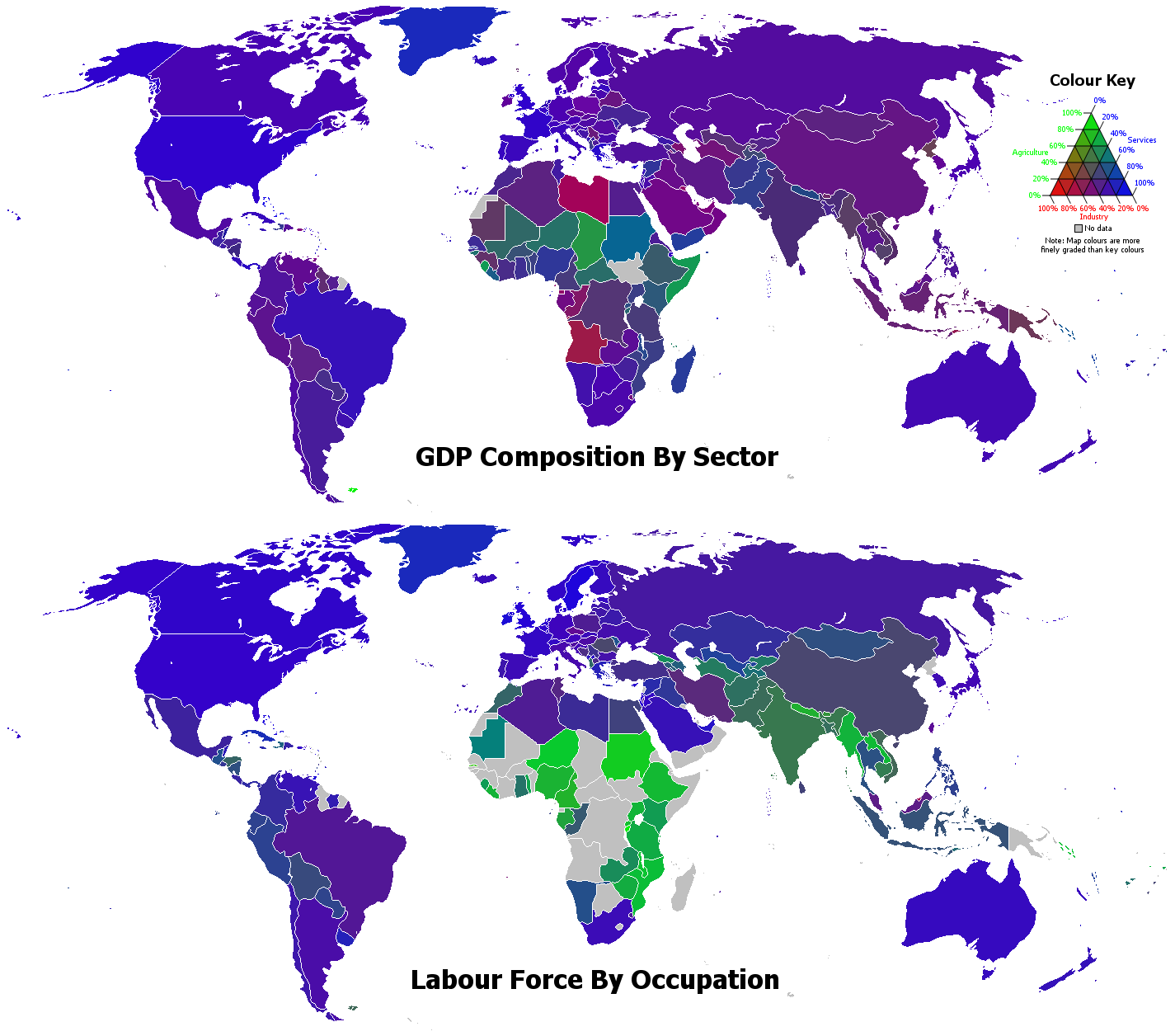
Cơ cấu GDP của lực lượng khu vực và lao động theo nghề nghiệp. Các thành phần: màu xanh lá cây: ngành nông nghiệp, Màu đỏ: Ngành công nghiệp, màu xanh nước biển: ngành dịch vụ.

Cùng với quá trình công nghiệp hóa, đô thị hóa sẽ phát triển. Sự hình thành và phát triển của các đô thị lại dẫn tới sự bùng nổ dân số, và sự phát triển của xã hội đại chúng. Từ đó, chế độ chính trị và pháp luật cũng có những thay đổi. Những tập quán và truyền thống của xã hội nông nghiệp bị mai một. Công nghiệp hóa làm tăng sự mất công bằng trong phân phối thu nhập giữa các địa phương, các nhóm dân cư, các tầng lớp xã hội.
Công nghiệp hóa dẫn tới ô nhiễm môi trường do chất thải công nghiệp gia tăng.
Trước kia, quá trình công nghiệp hóa dẫn tới gia tăng nhu cầu về nguyên liệu và thị trường là nguyên nhân của việc các nước phương Tây đi xâm chiếm thuộc địa. Và mâu thuẫn trong xâm chiếm thuộc địa dẫn tới hàng loạt cuộc chiến tranh trong đó ác liệt nhất là Chiến tranh thế giới thứ nhất và Chiến tranh thế giới thứ hai.

## Lịch sử công nghiệp hóa
Đa phần các xã hội tiền công nghiệp có mức sống không cao hơn mức tự cung tự cấp là mấy. Có nghĩa là phần đông dân cư tập trung vào sản xuất những vật phẩm cơ bản nhất để tồn tại.
Một số nền kinh tế tiền công nghiệp, như Hy Lạp cổ đại, đã có các hoạt động trao đổi, thương mại phát triển nhờ đó đạt được sự thịnh vượng vượt trên mức sinh hoạt cơ bản nhất. Nạn đói xảy ra thường xuyên ở các xã hội tiền công nghiệp. Song các nước như Hà Lan và Anh ở thế kỷ 17, 18, các thành quốc Italia ở thế kỷ 15 và Hy Lạp, La Mã cổ đại đã thoát khỏi quy luật trên nhờ trao đổi và buôn bán sản phẩm nông nghiệp. Theo ước tính, trong thế kỷ 17, nguồn ngũ cốc của Hà Lan có tới 70% từ nhập khẩu. Người Hy Lạp cổ đại ở thế kỷ 5 trước Công nguyên nhập khẩu 75% nguồn lương thực.
Anh là nước tiến hành công nghiệp hóa đầu tiên. Đây cũng là quê hương của Cách mạng công nghiệp và thành phố công nghiệp đầu tiên trên thế giới là Manchester.
Nhiều nước thuộc Thế giới thứ ba bắt đầu các chương trình công nghiệp hóa dưới sự ảnh hưởng của Hoa Kỳ hoặc Liên Xô trong Chiến tranh Lạnh nửa cuối thế kỷ 20. Nỗ lực này ở một số nước Đông Á thành công hơn ở các nơi khác trên thế giới (ngoại trừ các quốc gia tiến hành công nghiệp hóa muộn mằn châu Âu, dẫu vậy tiến trình của các nước này đã bắt đầu từ trước Chiến tranh thế giới thứ hai).
Theo báo cáo của Quỹ tiền tệ quốc tế, Hoa Kỳ là quốc gia có sản lượng công nghiệp đứng đầu thế giới năm 2005, tiếp sau nó là Nhật Bản và Trung Quốc.
Cơ chế phát triển chủ đạo hiện nay theo các tổ chức tổ chức phát triển quốc tế (Ngân hàng thế giới, OECD, các tổ chức của Liên hợp quốc và các tổ chức tương tự quốc tế khác) là giảm nghèo. Cơ chế này vẫn nhấn mạnh vào sự tăng trưởng kinh tế, nhưng tin rằng các chính sách công nghiệp hóa truyền thống không mang lại hiệu quả dài hạn. Việc tạo ra và hỗ trợ những ngành công nghiệp nội địa kém hiệu quả là vô ích trong một thế giới tự do thương mại hiện nay.